# Acatao
Acatao – drugi album studyjny wyprodukowany przez Michała Czachowskiego, będący kontynuacją międzynarodowego projektu muzycznego Indialucia, należący do gatunku World Music Fusion. Indialucia to pierwszy zespół, który połączył muzykę Indii z andaluzyjskim flamenco, tj. style i instrumenty dotąd nie kojarzone ze sobą. Nazwa płyty Acatao pochodzi ze starego dialektu Romów iberyjskich zwanego Caló i oznacza zjednoczeni. Płytę wyróżnia całkowicie akustyczne brzmienie i udział wielu gości kojarzonych zarówno z flamenco jak i muzyką etniczną Indii.

## Lista utworów
1. „Acatáo” – 6:33
2. „Nandi” – 3:43
3. „La Séptima Peurta” – 4:16
4. „Viento del Este” – 5:25
5. „Gangaquivir” – 4:45
6. „La Nidra” – 4:13
7. „Trilokam” – 4:41
8. „Aroma de Cilantro” – 5:11
9. „Thyagarajangar” – 4:42
10. „Kinna Sohna” (intro) – 1:49
11. „Kinna Sohna” – 4:50
12. „El Tilaque” – 5:45

## Muzycy
- Michał Czachowski – gitary flamenco, palmas oraz aranżacje
- Avaneendra Sheolikar – sitar
- Sandesh Popatkar – tabla
- Pierluca Pineroli – cajón, tabla, sabar, caxixi, trójkąt, konnakol, chórki
- Purbayan Chaterjee – sitar
- Jorge Pardo – flet
- Paquito Gonzalez – cajón, instrumenty perkusyjne
- Giridhar Udupa – ghatam, morsing, konnakol
- Ambi Subramaniam – skrzypce
- Magda Navarrete – zapateado, jaleo
- Sagar Jarel – dholak
- Leszek Możdżer – fortepian
- Alberto Naranja – gitara basowa
- Blas Cordoba – śpiew flamenco
- Monica Mata – śpiew flamenco
- Macarena de la Torre – śpiew flamenco
- Kavita Krishnamurti – śpiew indyjski
- Anandita Basu – śpiew qawwali
- Isaac Pena Gonzalez – cajón, nudillos, jaleos
- Hassan Samii – dholak
- Ignacio Fernandez – gitara akustyczna i flamenco
- Jayachandra Rao – mridangam
- Pramath Kiran – instrumenty perkusyjne
- Ravichandra Kulur – kanjira
- Michał Żak – bansuri
- Maciej Garbowski – kontrabas
- Mohammad Rasouli – ney
- Kameralna Orkiestra Aukso

## Instrumenty
Gitara flamenco, Sitar, Tabla, Śpiew Hinduski, Cajón, Konnakol, Ghatam, Morsing, Sarangi, Dholak, Tanpura, Kanjira, Manjira, Flet, Caxixi, Zapateado, Palo de Agua, Djembe, Bombo, Yunque, Jaleo, Gitara basowa, Fortepian, Skrzypce, Altówka, Wiolonczela, Palmas, Shaker, Swarmandal, Gong...